# كارين يونغ (لاعبة كريكت)
كارين يونغ (6 يونيو 1968 بأوكلاند في نيوزيلندا - ) (بالإنجليزية: Karen Young) هي لاعبة كريكت نيوزلندية. شاركت مع منتخب أيرلندا للكريكت.

## وصلات خارجية
- كارين يونغ على موقع إي آس بي آن كريك إنفو (الإنجليزية)